# Ten Man Mop, or Mr. Reservoir Butler Rides Again
| Recensione              | Giudizio    |
| ----------------------- | ----------- |
| AllMusic                | [ 1 ]       |
| Sputnikmusic            | 3.3 (Great) |
| Progarchives            | [ 3 ]       |
| Dizionario del Pop-Rock | [ 4 ]       |
| 24.000 dischi           | [ 5 ]       |

Ten Man Mop, or Mr. Reservoir Butler Rides Again è il terzo album degli Steeleye Span, pubblicato dalla Pegasus Records nel dicembre del 1971.
Nel 2006 l'etichetta Castle Communications pubblicò l'album su doppio CD che conteneva, oltre ai brani originali (e bonus), anche delle registrazioni di uno show radiofonico del 1971.
Dopo l'uscita di questo disco, abbandoneranno il gruppo il membro fondatore Ashley Hutchings e Martin Carthy (saranno sostituiti da Rick Kemp e Bob Johnson).

## Tracce
Tutti i brani sono tradizionali con arrangiamento degli Steeleye Span.
Lato A
1. Gower Wassail – 5:28
2. Jigs: Paddy Clancey's Jig / Willie Clancy's Fancy – 3:11
3. Four Nights Drunk – 3:06
4. When I Was on Horseback – 6:13

Lato B
1. Marrowbones – 4:28
2. Captain Coulston – 5:06
3. Reels: Dowd's Favourite / £ 10 Float / The Morning Dew – 3:47
4. Wee Weaver – 2:41
5. Skewball – 3:31

Edizione doppio CD del 2006, pubblicato dalla Castle Communications (CMQDD 1252)
Tutti i brani sono tradizionali con arrangiamento degli Steeleye Span, eccetto dove indicato.
CD 1
1. Gower Wassail – 5:28
2. Jigs: Paddy Clancey's Jig / Willie Clancy's Fancy – 3:11
3. Four Nights Drunk – 3:06
4. When I Was on Horseback – 6:13
5. Marrowbones – 4:28
6. Captain Coulston – 5:06
7. Reels: Dowd's Favourite / £ 10 Float / The Morning Dew – 3:47
8. Wee Weaver – 2:41
9. Skewball – 3:31
10. General Taylor – 3:31 – Bonus Track - Studio Outtake
11. Rave On – 1:54 (Bill Tilghman, Norman Petty, Sonny West) – Bonus Track - Single
12. Rave On – 1:24 (Bill Tilghman, Norman Petty, Sonny West) – Bonus Track - Alternate Version
13. Rave On – 2:07 (Bill Tilghman, Norman Petty, Sonny West) – Bonus Track - Alternate Version II

CD 2
1. False Knight on the Road – 4:13 – BBC Radio 1 Concert with John Peel - Previously Unreleased
2. The Lark in the Morning – 4:50 – BBC Radio 1 Concert with John Peel - Previously Unreleased
3. Rave On – 2:37 (Bill Tilghman, Norman Petty, Sonny West) – BBC Radio 1 Concert with John Peel - Previously Unreleased
4. Three Reels: Dowd's Favourite / The £ 10 Float / Musical Priest – 4:01 – BBC Radio 1 Concert with John Peel - Previously Unreleased
5. Captain Coulston – 5:15 – BBC Radio 1 Concert with John Peel - Previously Unreleased
6. Handsome Polly-O – 2:39 – BBC Radio 1 Concert with John Peel - Previously Unreleased
7. Two Sea Shanties: (Bring 'Em Down / Haul on the Bowline) – 2:53 – BBC Radio 1 Concert with John Peel - Previously Unreleased
8. Four Nights Drunk – 3:04 – BBC Radio 1 Concert with John Peel - Previously Unreleased
9. When I Was on Horseback – 6:09 – BBC Radio 1 Concert with John Peel - Previously Unreleased
10. I Live not Where I Love – 4:40 – BBC Radio 1 Concert with John Peel - Previously Unreleased
11. Three Reels: (The Wind That Shakes the Barley / Pigeon on the Gate / Jenny's Chickens) – 3:40 – BBC Radio 1 Concert with John Peel - Previously Unreleased
12. The Female Drummer – 4:19 (Martin Carthy, Tim Hart, Ashley Hutchings, Peter Knight, Maddy Prior) – BBC Radio 1 Concert with John Peel - Previously Unreleased
13. General Taylor – 4:04 – BBC Radio 1 Concert with John Peel - Previously Unreleased
14. Four Reels: (College Grove / Silver Spear / Ballymurphy Rake / Maid Behind the Bar) – 3:41 – BBC Radio 1 Concert with John Peel - Previously Unreleased

## Formazione
- Ashley Hutchings - basso
- Tim Hart  - voce, dulcimer, chitarre, organo, banjo a 5 corde, mandolino
- Peter Knight  - voce, fiddle, banjo tenore, mandolino, timpani
- Martin Carthy  - voce, chitarre, organo
- Maddy Prior  - voce, spoons, tamburello (tabor)[8][9]

Note aggiuntive
- Sandy Roberton - produttore (per la September Productions Ltd.)
- Registrazioni effettuate nel settembre del 1971 al Sound Techniques di Londra (Inghilterra)[10]
- Jerry Boys - ingegnere delle registrazioni
- Keith Morris e Sir Benjamin Stone - fotografie
- Davis / Berney / Wade - artwork e design album[11]